# Walter Gladrow
Walter Gladrow (* 22. Juni 1934 in Neubrandenburg; † 30. April 2024 ebenda) war ein deutscher Leichtathletiktrainer, der insbesondere in den 1970er- und 1980er-Jahren zahlreiche Athleten zu internationalen Erfolgen führte.

## Leben
Walter Gladrow wurde am 22. Juni 1934 in Neubrandenburg geboren. Nach seiner schulischen Ausbildung widmete er sich dem Sport und entwickelte früh eine Leidenschaft für die Leichtathletik.

## Karriere als Trainer
Über mehrere Jahrzehnte war Gladrow als Trainer beim SC Neubrandenburg tätig. Unter seiner Leitung erzielten Athleten bedeutende Erfolge bei Olympischen Spielen und Weltmeisterschaften. Zu seinen bekanntesten Schützlingen gehörten die Läuferinnen Brigitte Rohde, Christine Wachtel und Sigrun Wodars.
Christine Wachtel, die unter Gladrows Anleitung trainierte, gewann unter anderem Silber bei den Olympischen Spielen 1988 in Seoul über 800 Meter und wurde zweimal Weltmeisterin in dieser Disziplin.

## Tod und Vermächtnis
Walter Gladrow verstarb am 30. April 2024 im Alter von 89 Jahren nach schwerer Krankheit in seiner Heimatstadt Neubrandenburg. Der SC Neubrandenburg würdigte ihn als einen der erfolgreichsten Leichtathletik-Trainer weltweit und betonte seine  sportliche und menschliche Hinterlassenschaft.
Zu Ehren von Walter Gladrow wurde am 15. März 2025 in Neubrandenburg der erste  Walter-Gladrow-Gedenklauf veranstaltet, der zahlreiche Teilnehmer anzog und sein Andenken in der Sportgemeinschaft lebendig halten soll.